# Åre
Åre (wym. [ˈôːrɛ]) – miejscowość w środkowo-zachodniej części Szwecji, w gminie Åre. W Åre mieszka ok. 1200 stałych mieszkańców. Miejscowość ta znajduje się na trasie międzynarodowej drogi E 14 prowadzącej z Sundsvall do Trondheim w Norwegii, oddalona około 90 km na zachód od Östersund. Åre to ośrodek sportów zimowych o międzynarodowej sławie. Trzykrotnie odbywały się tutaj mistrzostwa świata w narciarstwie alpejskim (MŚ 1954, MŚ 2007 i MŚ 2019).

## Galeria

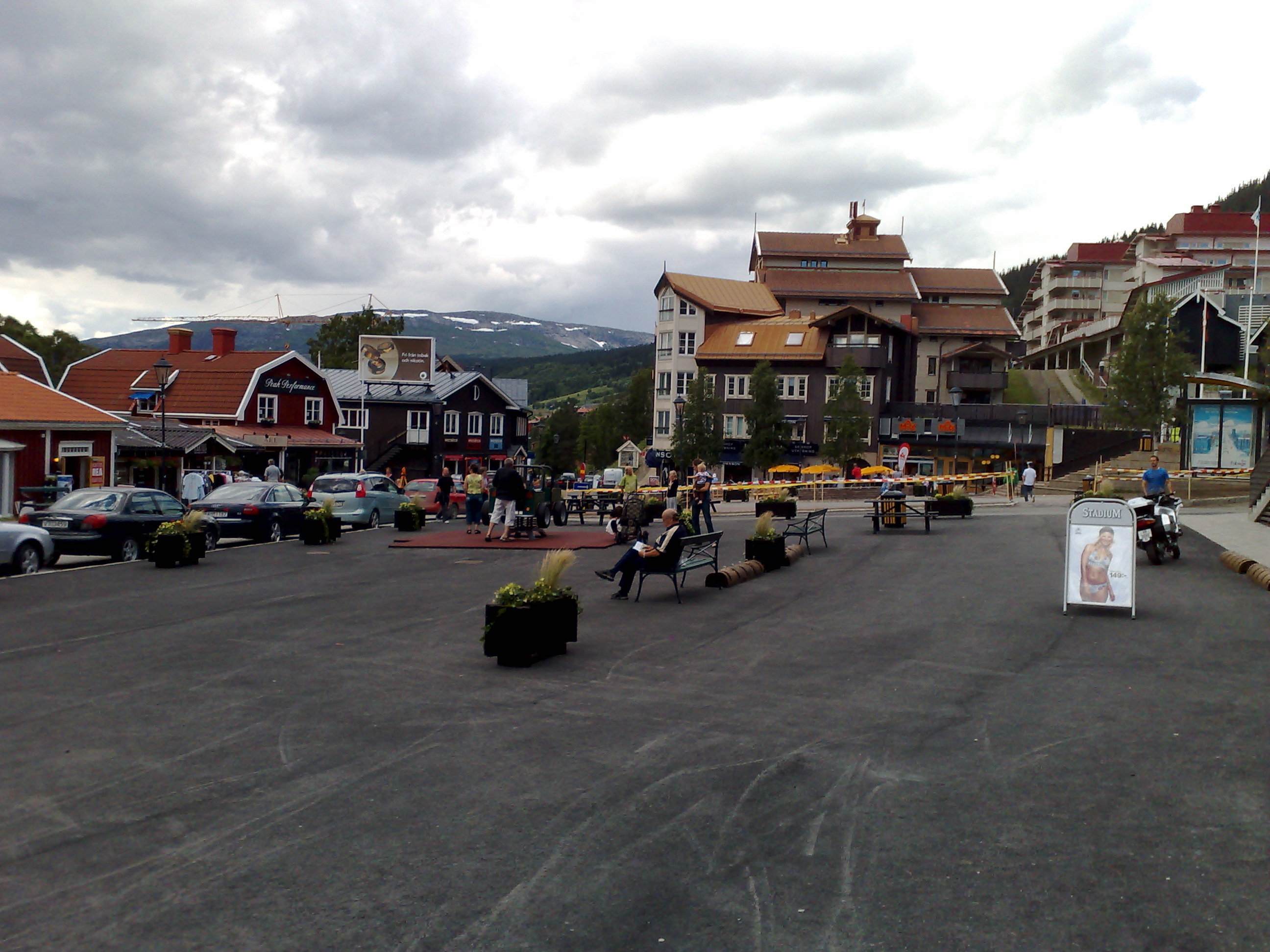
Åre torg
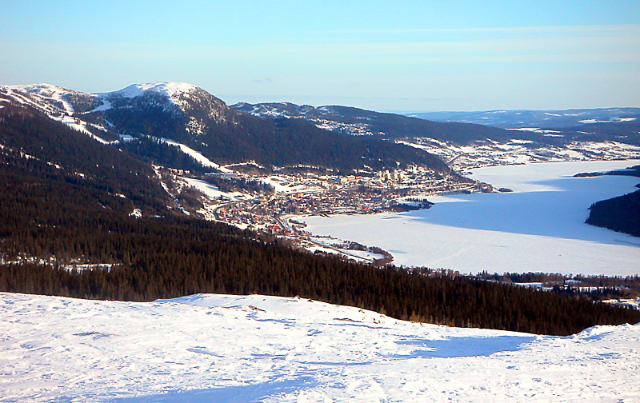
Åre
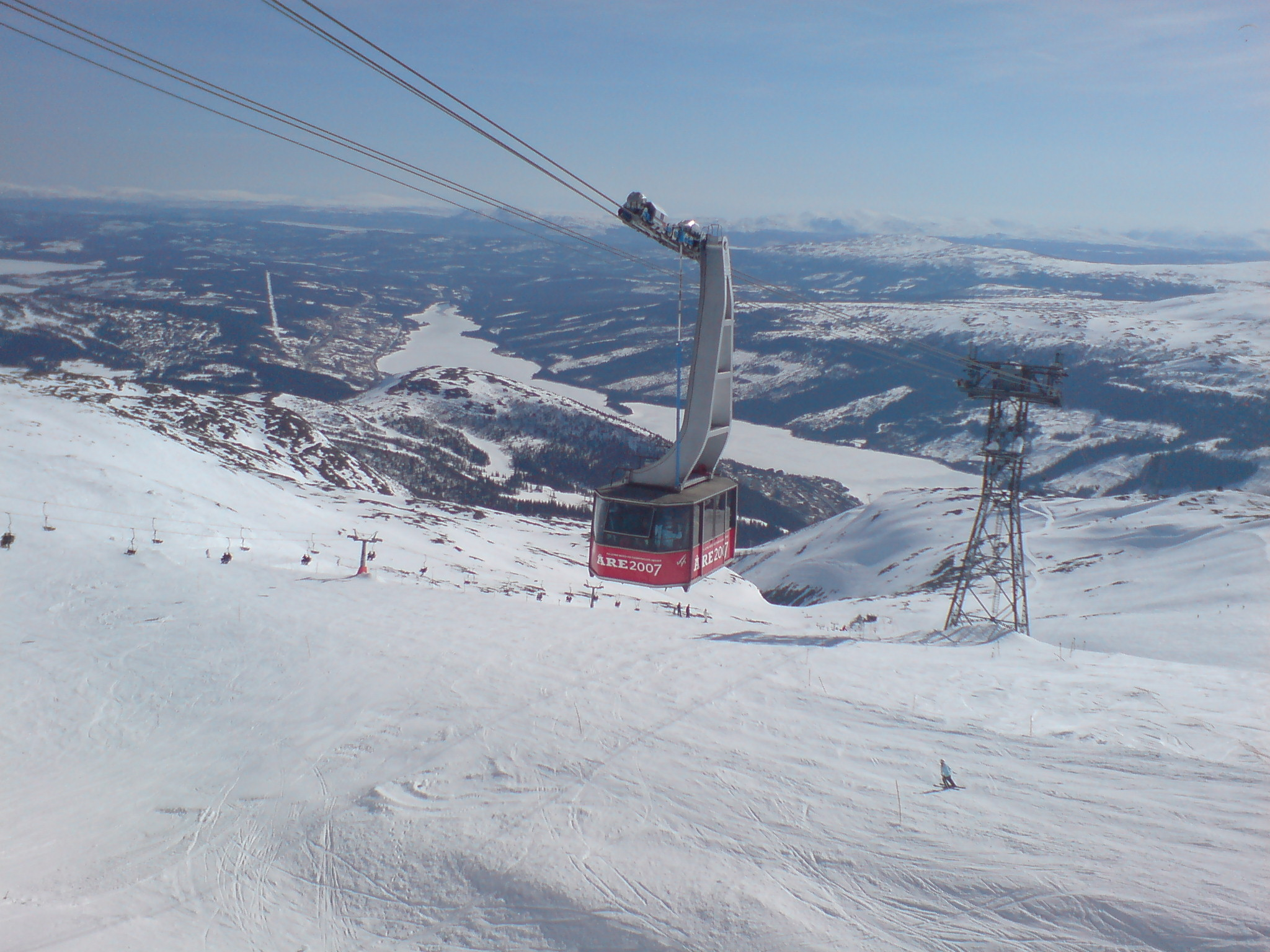
Kolejka gondolowa w Åre
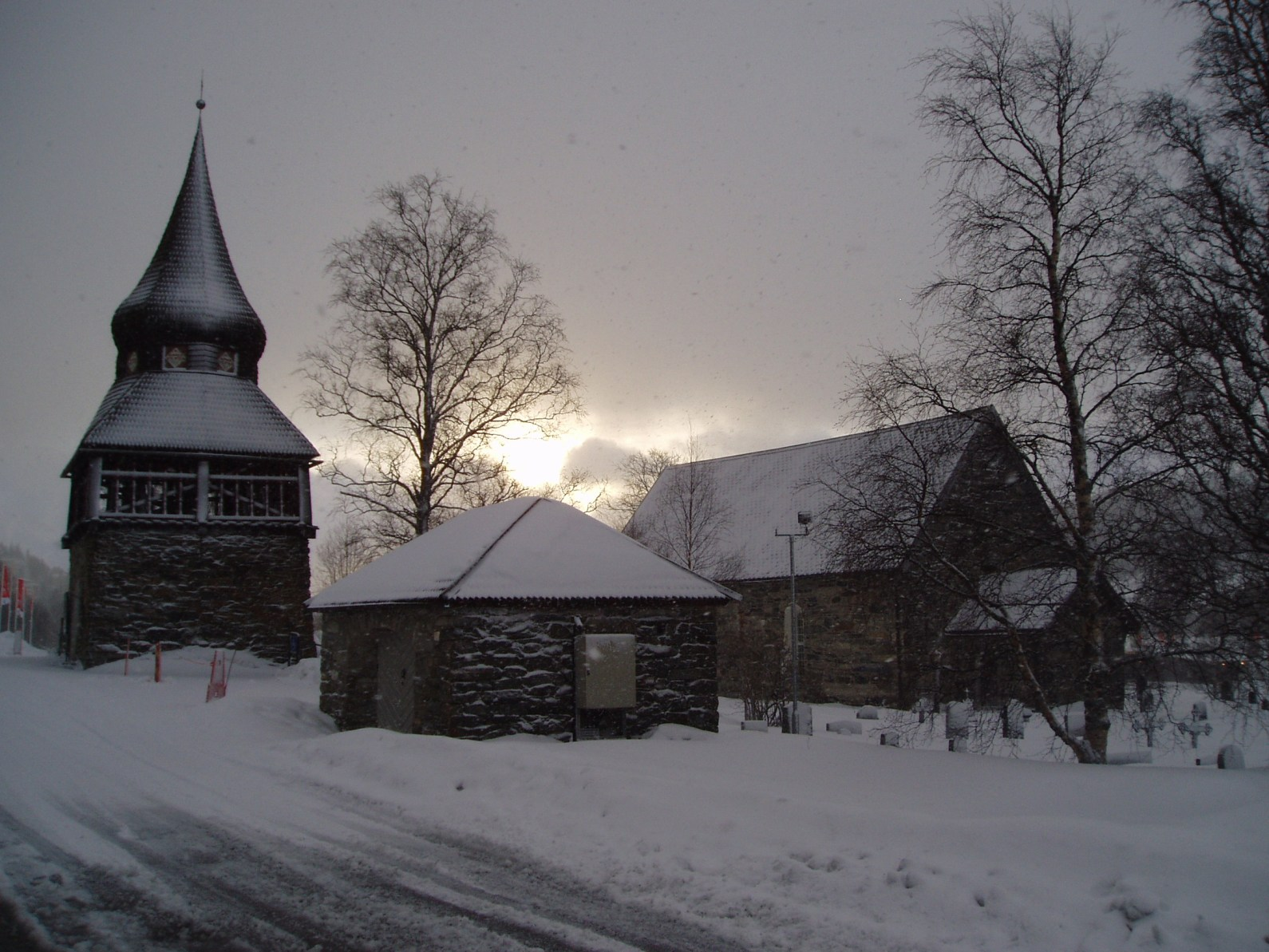
Kościół w Åre